# Soomra
Soomra är en ort i Estland. Den ligger i Audru kommun och landskapet Pärnumaa, i den sydvästra delen av landet, 120 km söder om huvudstaden Tallinn. Soomra ligger 30 meter över havet och antalet invånare är 470.
Terrängen runt Soomra är mycket platt. Runt Soomra är det glesbefolkat, med 11 invånare per kvadratkilometer. Närmaste större samhälle är Audru, 15,6 km öster om Soomra. I omgivningarna runt Soomra växer i huvudsak blandskog.